# Eumea mitis
Eumea mitis är en tvåvingeart som först beskrevs av Johann Wilhelm Meigen 1824.  Eumea mitis ingår i släktet Eumea och familjen parasitflugor. Arten är reproducerande i Sverige. Inga underarter finns listade i Catalogue of Life.